# Disophrys kandyensis
Disophrys kandyensis är en stekelart som först beskrevs av Cameron 1905.  Disophrys kandyensis ingår i släktet Disophrys och familjen bracksteklar. Inga underarter finns listade i Catalogue of Life.